# Saint Paul Capisterre (parish)
Saint Paul Capisterre is een van de veertien parishes van Saint Kitts en Nevis. Het ligt op het hoofdeiland Saint Kitts en de hoofdplaats is Saint Paul Capisterre.

## Overzicht
Het gebied rond Capisterre was in 1625 gekoloniseerd door Fransen en was tot 1713 onderdeel van het Franse gedeelte van Saint Kitts.
In het dorp Newton Ground begint met wandelpad naar Mount Liamuiga, de hoogste berg van Saint Kitts met een hoogte van 1.156 meter. De tocht voert door het tropisch regenwoud dat zich aan de flanken van de berg bevindt en duurt 3 tot 4 uur.

## Geboren
- Denzil Douglas (1953), premier van Saint Kitts en Nevis
- Robert Llewellyn Bradshaw (1916-1978), premier van Saint Kitts en Nevis[6]

Saint Kitts: Christ Church Nichola Town · Saint Anne Sandy Point · Saint George Basseterre · Saint John Capisterre · Saint Mary Cayon · Saint Paul Capisterre · Saint Peter Basseterre · Saint Thomas Middle Island · Trinity Palmetto Point

Nevis: Saint George Gingerland · Saint James Windward · Saint John Figtree · Saint Paul Charlestown · Saint Thomas Lowland